# Walter Baldwin Spencer
Walter Baldwin Spencer, född 23 juni 1860 i Stretford, Lancashire, död 14 juli 1929 på Isla Navarino, var en australisk biolog, antropolog och etnolog av brittisk börd.
Han är mest känd för sina avhandlingar (tillsammans med Francis James Gillen) om folkgruppen Arrerntéer som lever i nordcentrala Australien. Spencer utnämndes av den australiska regeringen som Protector of Aborigines.
Spencer var 1894 deltagare av den så kallade Horn-expeditionen (efter mecenaten William Austin Horn) till Australiens centrala delar. Han skrev sedan expeditionens vetenskapliga rapport. År 1923 fick han Clarkemedaljen.

## Verk
- Report on the work of the Horn-Scientific-Expedition to Central Australia. - London [u.a.] : Dulau, 1896 (Report on the work of the Horn-Scientific-Expedition to Central Australia)
- The northern tribes of Central Australia. - London, 1904
- Across Australia. 2 band. - London : Macmillian, 1912
- Native tribes of the Northern Territory of Australia. - London, 1914
- The Arunta : a Study of a Stone Age People. 2 band. - London : Macmillan, 1927
- Wanderings in wild Australia. 2 band. - London : Macmillan, 1928
- Spencer's scientific correspondence with Sir J. G. Frazer and others. - Oxford : Clarendon Pr., 1932